# Troglohyphantes bonzanoi
Troglohyphantes bonzanoi este o specie de păianjeni din genul Troglohyphantes, familia Linyphiidae, descrisă de Brignoli, 1979.
Este endemică în Italia. Conform Catalogue of Life specia Troglohyphantes bonzanoi nu are subspecii cunoscute.